# Gordian I.

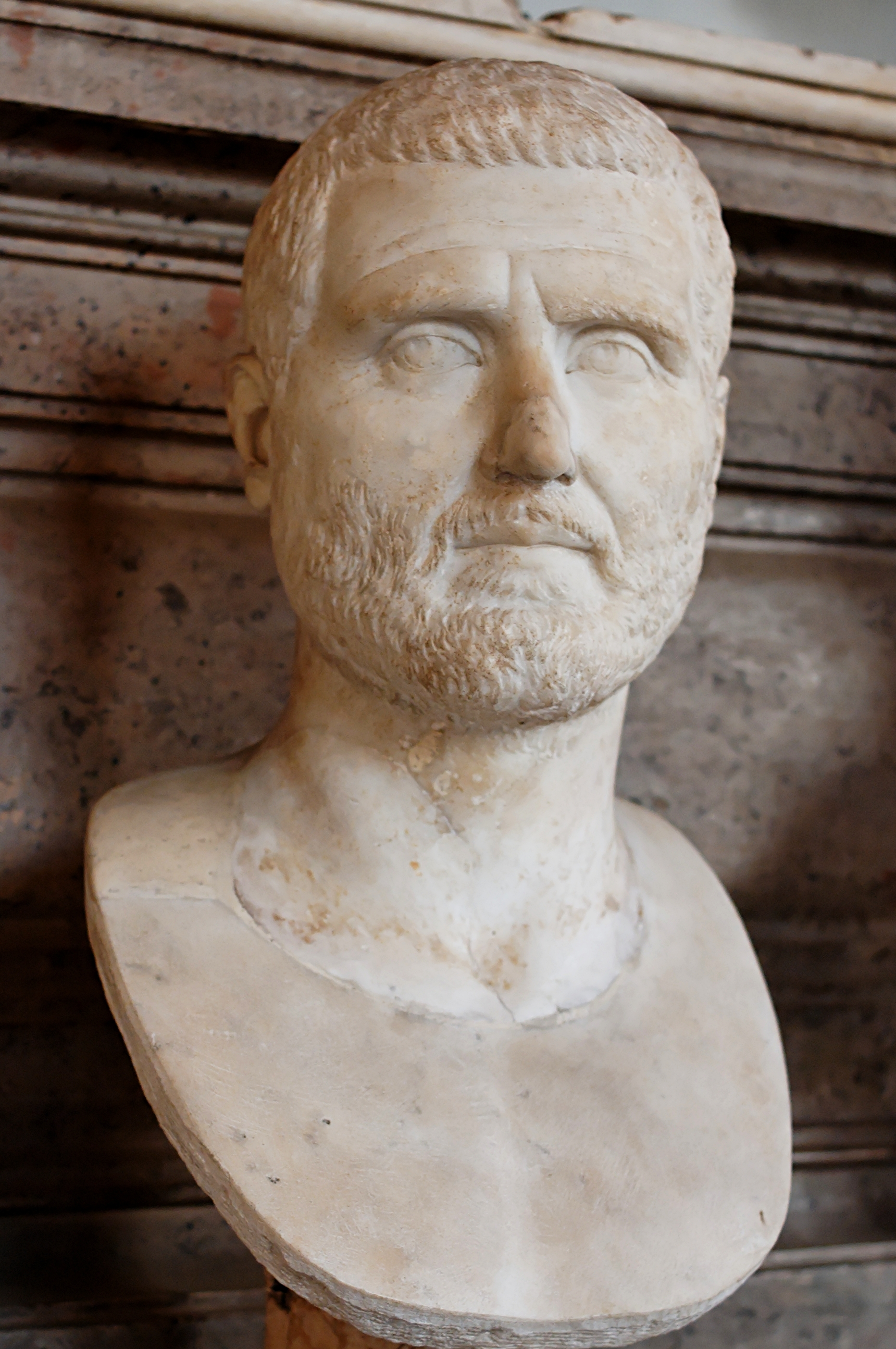
Büste des Gordian in den Kapitolinischen Museen

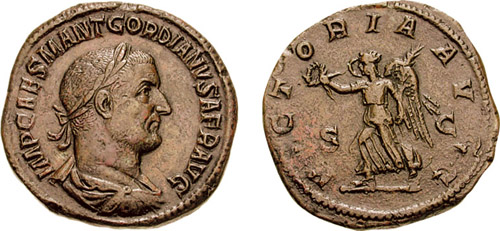
Sestertius des Gordian mit dessen Beinamen AFR, Africanus.

Gordian I. (* um 159; † 20. [?] Januar 238) war im Januar 238 für 20 Tage mit seinem Sohn Gordian II. als Mitregent römischer Kaiser.

## Leben
Aus dem frühen Leben des Marcus Antonius Gordianus Sempronianus Romanus Africanus, wie er mit all seinen Beinamen genannt wurde, ist wenig bekannt. Vermutlich stammte die Familie aus Kleinasien, aus Phrygien, Galatien oder Kappadokien im heutigen Anatolien. Seine Eltern hießen angeblich Maecius Marullus und Ulpia Gordiana. Neben Gordian II. hatte Gordian zumindest noch ein weiteres Kind, die Tochter Maecia Faustina, Mutter des späteren Kaisers Gordian III.
Gordian war bereits 80 Jahre alt und Prokonsul in Nordafrika, als er – angeblich gegen seinen Willen – vom Senat nach einem Aufstand der Großgrundbesitzer zum Kaiser ausgerufen wurde, da letztere ihre Enteignung durch Kaiser Maximinus Thrax fürchteten. Der Senat ließ in Rom den Prätorianerprefäkten Vitalinius hinrichten und ernannte ein Gremium aus zwanzig führenden Senatoren (viginitiviri) als Gegenregierung zu Maximinus Thrax. Gleichzeitig wurde dieser, der als Soldatenkaiser das Römische Reich von Sirmium nahe dem heutigen Belgrad aus regierte und dem Senat jegliches Mitspracherecht verweigert hatte, zum Staatsfeind erklärt. 
Capelianus, der Statthalter von Numidien, verhielt sich Maximinus Thrax gegenüber jedoch loyal und besiegte Gordian II., der keine militärische Erfahrung besaß, mit Leichtigkeit. Als Gordian I. vom Tod seines Sohnes erfuhr, beging er noch am selben Tag Selbstmord. Daraufhin wurden Pupienus und Balbinus vom Senat als gleichrangige Kaiser eingesetzt und Gordians erst 13-jähriger Enkel Gordian III. zum Mitregenten und deklarierten Nachfolger ernannt.